# Aborto en Dinamarca
El aborto en Dinamarca fue legalizado en su totalidad el 1 de octubre de 1973, permitiendo que el procedimiento se realice, siempre y cuando el embarazo de la mujer no haya excedido las 12 semanas de gestación. Según la ley danesa, la paciente debe ser mayor de 18 años para realizarse un aborto; solo se requiere el permiso de sus padres si la paciente es menor de edad. Un aborto puede realizarse después de las 12 semanas de gestación, si la vida y salud de la mujer está en riesgo. También se puede realizar un aborto después de las 12 semanas, si se presentan ciertas condiciones (como la pobre condición socioeconómica de la paciente; riesgos de que el feto tenga defectos; si el embarazo fue producto de una violación; o si el embarazo pone en riesgo la salud mental de la mujer).
El aborto se permitió por primera vez en 1939 por aplicación; si los doctores consideraban que el embarazo se clasificaban bajo 3 causales (dañino o fatal para la mujer, alto riesgo de defectos en el nacimiento), una mujer puede interrumpir su embarazo de forma legal. Poco más de la mitad de las solicitudes recibidas entre 1954 y 1955 fueron aceptadas; los bajos índices de solicitud fueron relacionados con un aumento de abortos ilegales, realizados fuera de los confines de los hospitales. El 24 de marzo de 1970, se aprobó una adición a la ley de 1939, que permitía la realización de aborto para mujeres menores de 18 años, quienes era consideradas como ''mal equipadas para la maternidad'', y para las mujeres mayores de 38 años.
Hasta el día de hoy, sigue en vigencia la ley de aborto de 1973, anulando su predecesora de 1970.
Hasta 2013, el índice de aborto era de 12.1 abortos por 1000 mujeres entre los 15 y 49 años, siendo inferior al promedio de los países nórdicos (Dinamarca, Finlandia, Islandia, Noruega y Suecia). La inmensa mayoría de los ciudadanos daneses apoyan el acceso al aborto legal. En 2007, una encuesta reveló que el 95% de la población esta a favor de ese derecho.

## Islas Feroe
El aborto en las Islas Feroe aún se rige por la ley danesa de 1956, que limita el aborto bajo las 3 causales anteriormente mencionadas. Si bien la política de aborto no ha sido transferida formalmente al Løgting, los políticos daneses no han querido forzar a la población insular, que es más conservadora, a ampliar las causales del aborto. El índice de aborto en las Islas Feroes es un tercio de la tasa en Dinamarca. Además, algunas mujeres de las islas viajan hacia Dinamarca, para realizar el procedimiento.

## Groenlandia
El aborto en Groenlandia fue legalizado el 12 de junio de 1975, bajo una legislación equivalente a la de la ley danesa.
El índice de aborto en Groenlandia se encuentra entre las más altos del mundo, y aproximadamente 5 veces más alta que la de Dinamarca, hasta el punto de que la cantidad de abortos llega a ser superior que a la cantidad de niños nacidos en algunos años. A pesar de es considerado como un problema de salud pública, ese índice permanece muy alto.